# Миличич, Никола
Нико́ла Ми́личич (серб. Nikola Miličić; род. 4 июля 2004, Кралево) — сербский футболист, защитник клуба «Партизан» и молодёжной сборной Сербии. Выступает на правах аренды за клуб «Напредак».

## Клубная карьера
Миличич — воспитанник клуба «Радничики». 17 июля 2022 года в матче против «Младости» он дебютировал в сербской Суперлиге.